# Mendes (Rio de Janeiro)
Mendes (ˈmẽdʒis) és un municipi de l'estat brasiler de Rio de Janeiro. La seva població el 2010 era de 17,883 persones i la seva superfície de 96 km².
El 2009 va ser la seu del Campionat Panamericà d'escacs per equips.